# Dzjedzjora
Dzjedzjora (georgiska: ჯეჯორა) är ett vattendrag i Georgien. Det ligger i regionen Ratja-Letjchumi och Nedre Svanetien, 150 km nordväst om huvudstaden Tbilisi. Dzjedzjora mynnar som vänsterbiflod i Rioni.